# Fuad Masum

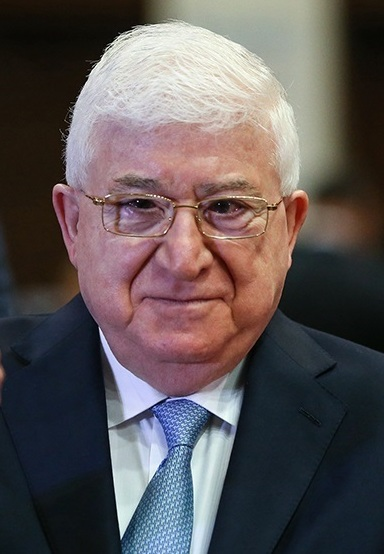
Fuad Masum (2018)

Mohammed Fuad Masum (kurdisch فوئاد مەعسووم Fuad Mesûm; arabisch محمد فؤاد معصوم, DMG Muḥammad Fuʾād Maʿṣūm; * 1938 in Koya) ist ein irakischer Politiker und war vom 24. Juli 2014 bis zum 2. Oktober 2018 Staatspräsident des Irak. Vom 14. Juni bis 11. November 2010 war er Vorsitzender des Repräsentantenrats des Irak. Er ist der zweite kurdische Präsident seines Landes nach Dschalal Talabani.

## Leben
Masum wurde im Dorf Chabanin in der Region Hawraman geboren. Aus der Region leitet sich auch seine Nisba Hewremanî ab. Masum wuchs in einem islamisch-religiösen Elternhaus auf. Sein Vater war Scheich Mulla Masum. Fuad Masum ging 1958 nach Kairo, studierte dort an der al-Azhar und promovierte im Fach islamische Philosophie über die Brüder der Reinheit. Er lehrte Rechtswissenschaften an der Universität Basra. Von 1962 bis 1964 war er Mitglied der Irakischen Kommunistischen Partei. Er war 1975 Mitbegründer der Patriotischen Union Kurdistans. Nach dem Sturz Saddam Husseins war Masum der erste Ministerpräsident der Kurdischen Regionalregierung. Bei der Wahl des Staatspräsidenten im irakischen Parlament erhielt er 211 Stimmen, sein Konkurrent Barham Salih erhielt nur 17 Stimmen.
Er ist verheiratet und Vater von fünf Töchtern. Ein Sohn verstarb in der Kindheit.